# Sołtysia Góra (Beskid Niski)
Sołtysia Góra (598 m n.p.m.) – niewybitny szczyt w północnej części Beskidu Niskiego, w Paśmie Magurskim.

## Położenie
Leży w przedłużeniu wału Magury Małastowskiej ku północy, w grzbiecie biegnącym od północnego krańca tej ostatniej przez Sołtysią Górę ku dość głębokiej przełęczy Zdżar. Wznosi się od wschodu nad wsią Bielanka.

## Ukształtowanie
Wierzchowina szczytowa dwuwierzchołkowa, dość płaska, stoki średnio strome, średnio rozczłonkowane dolinkami drobnych cieków wodnych. Na południowo-zachodnich stokach Sołtysiej Góry, wysoko (ok. 550 m n.p.m.), znajdują się źródliska potoku Bielanka, natomiast stoki północne i wschodnie odwadniają lewobrzeżne dopływy potoku Siarka. Cały szczyt zalesiony.

## Turystyka
Sołtysia Góra nie stanowi celu wycieczek turystycznych. Drogą leśną, omijającą wierzchołek po stronie południowo-zachodniej na wysokości ok. 560 m n.p.m., biegnie zielono znakowany  szlak turystyczny z Szymbarku na Magurę Małastowską.